# Wikipedia Zero

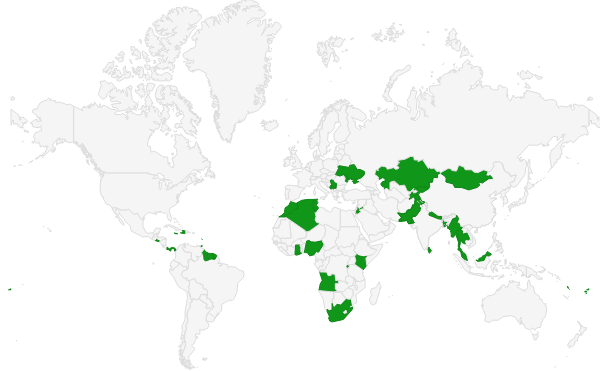
Kraje, w których działała Wikipedia Zero w maju 2016 roku

Wikipedia Zero – były projekt Wikimedia Foundation mający na celu udostępnienie w krajach rozwijających się Wikipedii poprzez telefony komórkowe bez pobierania opłat za przesył danych (tzw. zero-rating). Celem programu było zwiększenie dostępu do darmowej wiedzy. Program rozpoczął się w 2012 roku, a już rok później otrzymał nagrodę SXSW Interactive za aktywizm. Pierwszymi krajami, w których można było czytać za darmo Wikipedię za pomocą sieci komórkowej, były Tunezja, Uganda i Malezja. Aktualizowana lista operatorów komórkowych biorących udział w projekcie podawana była na stronach fundacji Wikimedia. Inspiracją dla Wikipedii Zero był analogiczny program Facebook Zero.

## Krytyka
Subsecretaría de Telecomunicaciones, będące w strukturach Ministerstwa Transportu i Telekomunikacji Chile, oceniło, że darmowe serwisy internetowe dotujące przesył danych w sieciach komórkowych, takie jak Wikipedia Zero, Facebook Zero i Google Free Zone, naruszają neutralność sieci i od 1 czerwca 2014 roku w Chile nie mogą dalej być aktywne. Electronic Frontier Foundation stwierdziła, że choć docenia intencje stojące za takimi projektami jak Wikipedia Zero, to jednak darmowe usługi uważa za niebezpieczny kompromis. AccessNow.org zwróciło uwagę, że choć Wikimedia od zawsze była czempionem w otwartym dostępie do informacji, to programy darmowego dostępu do określonych stron są krótkowzroczne i czynią szkodę idei otwartego dostępu do internetu. Gayle Karen Young z Wikimedia Foundation broniła Wikipedia Zero na łamach Washington Post, tłumacząc, że relacja pomiędzy projektem a neutralnością internetu jest skomplikowana. Choć w Ameryce nie ma problemu z zasadą neutralności sieci, to w innych krajach wymaga to spojrzenia z innej perspektywy, a współpraca z lokalnymi operatorami wymusza, w niektórych wypadkach, jej naginanie. Czyni się to jednak w imię ogólnej misji, jaką jest zapewnienie swobodnego dostępu do wiedzy.